# Encinas de Abajo
Encinas de Abajo là một đô thị ở tỉnh Salamanca, phía tây Tây Ban Nha, cộng đồng tự trị Castile-Leon. Đô thị này có cự ly 17 kilômét so với thành phố tỉnh lỵ Salamanca, và có dân số 643 người.

## Địa lý
Đô thị này có diện tích 20.86 km², and lies 796 mét trên mực nước biển. Mã số bưu chính là 37182.

## Links
- Spanish-language summary page of Encinas de Abajo Lưu trữ ngày 26 tháng 8 năm 2011 tại Wayback Machine